# Butovskajalinjen

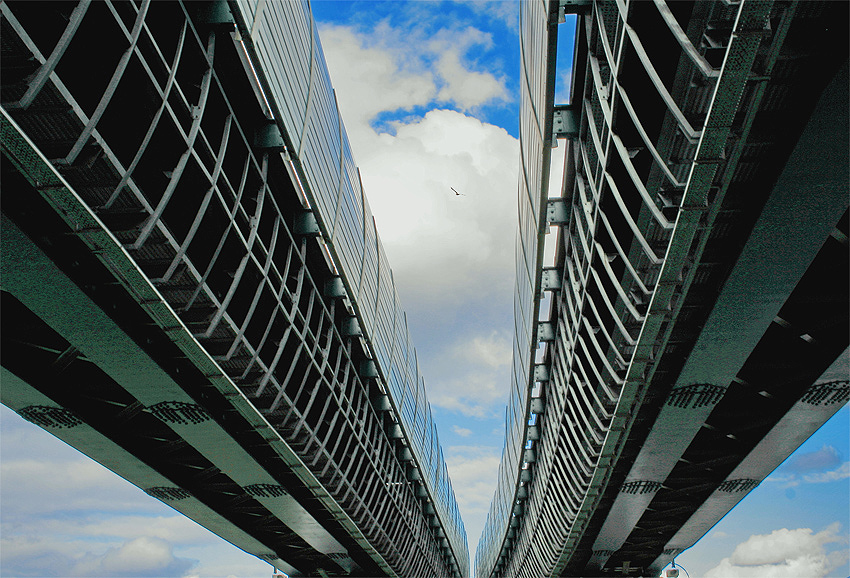
Butovskajalinjen består till största delen av högbana.

Butovskaja stadsbanelinje (ryska: Бутовская линия) är en 10 km lång stadsbanelinje som är en del av Moskvas tunnelbanenät. De flesta stationerna är högbana.
Linjen binder samman de södra slutstationerna på huvudlinjerna Serpuchovsko-Timirjazevskaja-linjen och Kaluzjsko-Rizjskajalinjen och fortsätter sedan söderut. De tre nordligaste stationerna är underjordiska, 1,6 kilometer söder om Ulitsa Starokatjalovskaja går linjen upp över jord och därefter är resterande linjen högbana som löper på en konstant brokonstruktion, försedd med ljudbarriär.

## Historia
Linjen invigdes 2003 med Ulitsa Starokatjalovskaja som nordlig slutstation och de fyra stationerna söderut. 2014 expanderades linjen mot nordväst med två nya stationer, den nya norra slutstationen Bittsevskij park innebar en efterlängtad anslutning till huvudlinjen Kaluzjsko-Rizjskajalinjen.

## Linjens stationer
- Bittsevskij park
- Lesoparkovaja
- Ulitsa Starokatjalovskaja
- Ulitsa Skobelevskaja
- Bulvar Admirala Usjakova
- Ulitsa Gortjakova
- Buninskaja Alleja